# ZipSlack
ZipSlack era una versione particolare di Slackware Linux che poteva essere installata su qualsiasi filesystem FAT (o FAT32) con almeno 100 MB di spazio libero. Veniva distribuita come archivio ZIP assieme alla distribuzione Slackware ufficiale ed era progettata per essere leggera e portatile.

## Installazione
L'installazione di ZipSlack avveniva semplicemente scaricando il file ZIP e decomprimendolo all'interno del percorso scelto dall'utente. ZipSlack non richiedeva la creazione di partizioni dedicate per essere installata.

## Dettagli
ZipSlack utilizzava un filesystem UMSDOS che consentiva di trattare una directory al pari di una partizione dedicata. Il file system UMSDOS veniva quindi eseguito all'interno del file system FAT esistente.  Il file system FAT, originariamente, era utilizzato dai sistemi operativi Microsoft ma oggi viene impiegato in diverse tipologie di memorie come dischi ZIP, SuperDisk, unità flash USB e schede Secure Digital.
L'ultima versione di Slackware che metteva a disposizione ZipSlack è stata Slackware 11.0. A partire dalla versione 12.0 di Slackware, ZipSlack, venne abbandonato sebbene questo cambiamento non fosse menzionato nelle note di rilascio.
La causa più probabile dell'abbandono di ZipSlack è attribuibile alla mancanza di supporto a UMSDOS a partire dalla versione 2.6 del kernel Linux. Il supporto a UMSDOS venne abbandonato a seguito di una discussione avvenuta all'interno della mailing list degli sviluppatore del Kernel Linux.
ZipSlack metteva a disposizione un sistema funzionale ma nel contempo leggero. Il sistema X Window non era presente di default in ZipSlack. Così come non erano installati browser web basati su GUI. Nonostante fosse un'installazione minimale di Slackware gli utenti potevano comunque utilizzare il sistema di gestione dei pacchetti di Slackware per aggiungere tutti i pacchetti di cui necessitavano.

## Requisiti minimi
L'installazione base di ZipSlack richiedeva circa 100 megabyte di spazio su disco e una CPU Intel 80386 o compatibile. Nonostante ZipSlack potesse funzionare con appena quattro megabyte di RAM grazie a un componente aggiuntivo sviluppato dal team di Slackware,  il requisito minimo consigliato era di almeno otto megabyte da aumentare se si intendeva utilizzare il sistema X Window o altri software con interfaccia grafica.

## Avvertenza
L'archivio, che conteneva la distribuzione ZipSlack, era troppo grande per essere decompresso con applicazione a 16 bit come ad esempio le vecchie versioni di PKZIP per sistemi DOS. Era quindi necessario utilizzare software 32 bit di Info-ZIP compilata con un extender DOS, Info-ZIP su Linux, WinZip, 7-Zip o un'altra utilità con funzionalità simili su Microsoft Windows. In alternativa, il sistema potrebbe essere avviato da una versione live CD di Slackware e dall'utility zip standard fornita con la distribuzione utilizzata.